# مسار اللؤلؤ
مسار اللؤلؤ في البحرين هو طريق يمتد 3.5 كيلومتر ويقع في جزيرة المحرق في البحرين الذي تم استخدامه من قبل غواصي اللؤلؤ خلال معظم تاريخ البحرين حتى أوائل ثلاثينات القرن العشرين عندما انهار سوق اللؤلؤ في البحرين نتيجة لإدخال صعود اللؤلؤ الصناعي من اليابان. بدأ صيد اللؤلؤ في البحرين منذ عام 2000 قبل الميلاد. ويتألف من 17 مبنى و 3 حاضنة محار تقع بالقرب من البحر وجزء من الساحل وقلعة بو ماهر في الطرف الجنوبي من المحرق. وقد اعتمد الطريق كموقع للتراث العالمي تابع لليونسكو في 30 يونيو 2012 وهو موقع التراث العالمي الثاني في البحرين بعد قلعة البحرين.

## التسمية
على الرغم من وصف اليونسكو للموقع باسم صيد اللؤلؤ، شهادة لاقتصاد الجزيرة فإن وسائل الإعلام الدولية قد أشارت باستمرار إلى الموقع باسم طريق صيد اللؤلؤ البحرين.

## خلفية تاريخية
ذكر الغوص بحثا عن اللؤلؤ في البحرين لأول مرة في النصوص الآشورية التي يرجع تاريخها إلى 2000 قبل الميلاد في إشارة إلى عيون السمك من دلمون (الاسم القديم للبحرين). البحرين (كما تايلوس وهو الاسم اليوناني للبحرين) ذكره بلينيوس الأكبر أنها كانت شهيرة بالعدد الكبير من اللؤلؤ. جاء العصر الذهبي لصيد اللؤلؤ فيما بين عقد 1850 إلى عقد 1930 عندما كان اللؤلؤ أغلى من الألماس تجذب مشاهير أمثال جاك كارتييه إلى البلاد. كان هناك حوالي 30,000 غواص لؤلؤ بحلول نهاية عام 1930 كما كان صيد اللؤلؤ الصناعة الرئيسية في البحرين قبل اكتشاف النفط في 1932. بعد انهيار صناعة اللؤلؤ تحول معظم الغواصين لقطاع النفط الذي تأسست حديثا.
حاليا يحظر تداول اللؤلؤ الصناعي في البحرين ويوجد عدد قليل من غواصي اللؤلؤ اليوم.

## الوصف
وذكرت اليونسكو أن:
يمتد الطريق من ساحل بوماهر حيث مركز معلومات قلعة بو ماهر ليمر بعد ذلك ببيت الغوص ثم بيت الجلاهمة وبيت بدر غلوم للطب الشعبي ثم بيت يوسف العلوي وبيت فخرو وبيت ومجلس مراد وبعض المحلات والعمارات في سوق القيصرية كعمارة يوسف عبد الرحمن فخرو وراشد فخرو ثم بيت النوخذة وأخيرا بيت ومسجد سيادي.